# Крістіана Вільгельміна Саксен-Айзенаська
Крістіана Вільгельміна Саксен-Ейзенахська (нім. Christiane Wilhelmine von Sachsen-Eisenach, 3 вересня 1711 — 27 листопада 1740) — принцеса Саксен-Айзенаська з Ернестинської лінії Веттінів, донька герцога Саксен-Айзенаського Йоганна Вільгельма та принцеси Саксен-Вайссенфельської Магдалени Сибілли, дружина князя Нассау-Узінгена Карла, мати князів Нассау-Узінгена Карла Вільгельма та Фрідріха Августа.

## Біографія
Крістіана Вільгельміна народилась 3 вересня 1711 року в Альтенкірхені. Вона була другою дитиною та другою дочкою герцога Саксен-Айзенаху Йоганна Вільгельма та його третьої дружини Магдалени Сибілли Саксен-Вайссенфельської. Старша сестра померла немовлям до її народження. Молодший брат прожив кілька місяців. Від попередніх шлюбів батька Крістіана Вільгельміна мала єдинокровного брата Вільгельма Генріха та сестер Йоганетту Антонієтту, Кароліну Крістіну та Шарлотту Вільгельміну.
Мати померла, коли дівчині виповнилося 15. Батько невдовзі оженився в четвертий раз із Марією Крістіною Лейнінген-Дагсбург-Фалькенбург-Гайдесхаймською. Втім, за півтора року він також пішов з життя. Правителем Саксен-Ейзенаху став Вільгельм Генріх.
У 23 роки Крістіана Вільгельміна взяла шлюб із князем Нассау-Узінгена Карлом, молодшим від неї на один рік. Вінчання пройшло 26 грудня 1734 року в Айзенасі. У подружжя народилося четверо дітей.
Мешкало сімейство в Узінгенському замку. Літньою резиденцією був замок Бібріх, який продовжував добудовуватися.
За кілька місяців після народження молодшого сина княгиня пішла з життя. Її поховали у старий крипті церкви Святого Лаурентіса в Узінгені.

## Родина

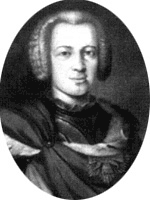
Карл Нассау-Узінгенський

Чоловік — Карл Нассау-Узінгенський
Діти:
- Карл Вільгельм (1735—1803) — князь Нассау-Узінгена у 1775—1803 роках, був одружений з графинею Кароліною Феліцитас Лейнінгенською, мав четверо дітей;
- Крістіна (1736—1741) — прожила 5 років;
- Фрідріх Август (1738—1816) — князь Нассау-Узінгена у 1803—1806 роках, герцог Нассау у 1806—1816 роках, був одружений із Луїзою Вальдек-Пірмонтською, мав семеро дітей;
- Йоганн Адольф (1740—1793) — граф Саарбрюкена та Саарвердена, генерал-лейтенант прусської армії, був одружений з баронесою Райшах цум Райхенштайн Кароліною Вільгельміною.